# Oleksandr Bojko
Oleksandr Leonidowytsch Bojko (ukrainisch Олександр Леонідович Бойко; * 1965 in Odessa, Ukrainische Sozialistische Sowjetrepublik) ist ein ukrainischer Unternehmer. Er ist Gründer und Eigentümer des größten Bauunternehmens der Ukraine, „Automagistral-Pivden“. Seine Aktivitäten standen wiederholt im Fokus journalistischer Recherchen, insbesondere im Zusammenhang mit korrupten Praktiken, Kartellabsprachen und feindlichen Übernahmen sowie dem Missbrauch von öffentlichen Mitteln. Bojko wird zudem in den Panama Papers erwähnt. Er pflegt enge Kontakte zu Jurij Holyk – dem Koordinator des Infrastrukturprogramms „Großes Bauprojekt“ – und steht im Verdacht, mit dem ehemaligen Schwiegervater des russischen Oligarchen Roman Abramowitsch verbunden zu sein.

## Biografie
Oleksandr Bojko wurde 1965 in Odessa geboren. Er absolvierte die Staatliche Agraruniversität Odessa.
Seine ersten Einnahmen erzielte er Anfang der 1990er Jahre mit Transport- und Bauprojekten. 1996 gründete er die Aktiengesellschaft „Astoria“, die heute nicht mehr besteht.
Ende der 2000er Jahre verlagerte er seine Aktivitäten auf Straßenbauprojekte.
2005 gründete er die Firma „Doroschnik-97“ und 2006 „Automagistral-Pivden“. Unter Bojkos Leitung wuchs die Unternehmensgruppe erheblich, insbesondere durch Großprojekte zur Vorbereitung der Fußball-EM 2012. Laut Forbes gehörten diese Firmen 2021 zu den 100 größten privaten Unternehmen der Ukraine.
Unter Präsident Wolodymyr Selenskyj wurde „Automagistral-Pivden“ zu einem der führenden Auftragnehmer im Rahmen des staatlichen „Großes Bauprojekt“.
Im März 2021 genehmigte das Antimonopolkomitee der Ukraine Bojko die Übernahme von über 50 % der Anteile an „Automagistral-Pivden“.
Heute realisiert „Automagistral-Pivden“ etwa 22,5 % des Bauvolumens in der Ukraine und gilt als systemrelevant im Straßenbau. Im Jahr 2025 war „Avtomahistral-Pivden“ das größte Bauunternehmen der Ukraine.

## Politische Aktivitäten
Laut der Bewegung „Tschesno“ kandidierte Oleksandr Bojko 2006 für die Werchowna Rada (V. Einberufung) für den Block „ZA SOYUZ“, wurde jedoch nicht gewählt.

## Verbindung zu Jurij Holyk
Oleksandr Bojko gilt als enger Partner von Jurij Holyk, dem Koordinator des Programms „Großes Bauprojekt“ und ehemaligen Berater des Leiters der Gebietsverwaltung Dnipropetrowsk. Laut einem Bericht von Forbes koordinierte Holyk die Zusammenarbeit von „Automagistral-Pivden“ mit den staatlichen Behörden. Vermutlich lernte er Oleksandr Bojko bereits 2015 kennen, als er Berater des Leiters der Gebietsverwaltung Dnipropetrowsk, Walentyn Resnitschenko, war. Holyk selbst erklärte, dass „Avtomahistral-Pivden“ „eines der wenigen Bauunternehmen sei, das sich um Qualität bemüht“. Recherchen zufolge nahm Holyk Einfluss auf die Vergabe öffentlicher Aufträge im Rahmen des Programms, was „Automagistral-Pivden“ möglicherweise zu großen Aufträgen verhalf – auch ohne ausreichenden Wettbewerb. Journalisten berichteten, dass Holyk „grünes Licht“ für „Automagistral-Pivden“ in der Oblast Dnipropetrowsk gab und dem Unternehmen damit eine bevorzugte Stellung bei der Auftragsvergabe verschaffte.

## Kritik und Ermittlungen
Die Aktivitäten von Oleksandr Bojko und seinen Unternehmen waren wiederholt Gegenstand journalistischer Recherchen. So dokumentierten im April 2021 Journalisten der Sendung „Schemes: Korruption im Detail“ Boiko in dem Kiewer Restaurant „Adriatik“ während des Lockdowns in Gesellschaft des Vorsitzenden des Haushaltsausschusses des ukrainischen Parlaments und Vertreters der Regierungsfraktion „Sluha narodu“ Jurij Aristow. Dies führte zu Verdacht auf mögliche Lobbyarbeit zugunsten des Unternehmens „Automagistral-Pivden“.
Laut „Naschi Groshi“ ist „Automagistral-Pivden“ einer der führenden Akteure des sogenannten „Straßenkartells“. Zum Kartell gehören auch die Unternehmen „Rostdorstroi“, „Onur Construction International“, „Techno Stroy Center“ und „Dorozhne Budivnytstvo ‚Altcom‘“. Zusammen kontrollieren sie etwa 65–80 % des Marktes für den Straßenbau und damit verbundene Infrastrukturobjekte in der Ukraine. In Geldwerten entspricht das mehreren Dutzend Milliarden Hrywnja jährlich.
Im Jahr 2020 deckten Journalisten auf, dass „Automagistral-Pivden“ und andere Unternehmen, die in der Nationalen Assoziation der Straßenbauer der Ukraine (NADU) vereint sind, mehr als 75 % der Ausschreibungen von „Ukravtodor“ nach neuen Regeln gewannen. Diese Regeln sollen vom damaligen Leiter von „Ukravtodor“, Oleksandr Kubrakow, sowie dessen früherem Berater Jurij Holyk durchgesetzt worden sein.
Im September 2022 wurde „Automagistral-Pivden“ beschuldigt, versucht zu haben, ein Baugrundstück in Hostomel (Oblast Kiew) illegal zu übernehmen. Das Unternehmen begann ohne Genehmigungen mit Bauarbeiten auf einem Grundstück, das dem Unternehmen „Vitruvia“ gehörte. Angeblich sollten dort modulare Siedlungen für die lokale Verwaltung von Hostomel entstehen.
Im Jahr 2024 untersuchten Strafverfolgungsbehörden rund 30 Strafverfahren wegen möglicher Veruntreuung von Geldern, die für den Bau von Befestigungsanlagen vorgesehen waren. Der Gesamtschaden soll bei 20,1 Milliarden Hrywnja liegen. „Automagistral-Pivden“ wird als einer der Auftragnehmer genannt, die diese Mittel erhielten.

## Verbindungen zum Schwiegervater von Roman Abramowitsch
Laut Medienberichten ist Oleksandr Bojko geschäftlich mit Alexander Schukow verbunden, dem ehemaligen Schwiegervater des russischen Oligarchen Roman Abramowitsch. Schukow wird als inoffizieller „Kurator“ des Bürgermeisters von Odessa Hennadij Truchanow bezeichnet und gilt als tatsächlicher Kontrolleur des Unternehmens „Automagistral-Pivden“, das Bojko gehört.

## Skandal um den Bau der Wasserleitung für Krywyj Rih
Im Jahr 2025 geriet Oleksandr Bojkos Unternehmen Automagistral-Pivden in einen Skandal im Zusammenhang mit dem Bau der Hauptwasserleitung „Inhulets — Südliches Speicherbecken“ zur Wasserversorgung von Krywyj Rih. Der Vertrag wurde ohne öffentliche Ausschreibung vergeben. Die Gesamtkosten des Projekts beliefen sich auf etwa 7,7 Milliarden Hrywnja, von denen laut einer journalistischen Untersuchung von RBK-Ukraine über 3 Milliarden Hrywnja möglicherweise aufgrund übermäßiger technischer Lösungen, überhöhter Bau- und Logistikkosten zu viel gezahlt wurden. Experten wiesen insbesondere auf den Bau einer unnötigen Pumpstation, eine übermäßige Anzahl von Rohrleitungen und eine ineffiziente Organisation der Materiallieferungen hin. In den Medien wurde außerdem berichtet, dass das Projekt von Jurij Holyk, einem ehemaligen Berater des Leiters der Gebietsverwaltung Dnipropetrowsk und einem der Koordinatoren des Programms „Großes Bauprojekt“ (Welyke Budivnytstwo), beaufsichtigt wurde. Die Nationale Polizei der Ukraine leitete ein Strafverfahren wegen möglicher Amtsmissbräuche und Geldwäsche ein.